# Euzaleptus pilosus
Euzaleptus pilosus is een hooiwagen uit de familie Sclerosomatidae.